# Pacific Nations Cup 2019
La Pacific Nations Cup 2019 fue la 14.ª edición del torneo internacional de selecciones de rugby que organiza la World Rugby. En dicho año se jugó con dos grupos de tres equipos, en el que cada selección se enfrentó a las selecciones del otro grupo.

## Equipos participantes
| - Selección de rugby de los Estados Unidos (Las Águilas) - Selección de rugby de Fiyi (Flying Fijians) - Selección de rugby de Tonga (ʻIkale Tahi) | - Selección de rugby de Canadá (Canucks) - Selección de rugby de Japón (The Cherry Blossoms) - Selección de rugby de Samoa (Manu Samoa) |

## Posiciones
| Pos. | Equipo         | Encuentros | Encuentros | Encuentros | Encuentros | Tantos  | Tantos    | Tantos     | Puntos Bonus | Puntos Totales |
| Pos. | Equipo         | jugados    | ganados    | empatados  | perdidos   | a favor | en contra | diferencia | Puntos Bonus | Puntos Totales |
| ---- | -------------- | ---------- | ---------- | ---------- | ---------- | ------- | --------- | ---------- | ------------ | -------------- |
| 1    | Japón          | 3          | 3          | 0          | 0          | 109     | 48        | + 61       | 3            | 15             |
| 2    | Fiyi           | 3          | 2          | 0          | 1          | 69      | 50        | + 19       | 1            | 9              |
| 3    | Estados Unidos | 3          | 2          | 0          | 1          | 80      | 63        | + 17       | 1            | 9              |
| 4    | Samoa          | 2          | 1          | 0          | 2          | 38      | 40        | - 2        | 2            | 6              |
| 5    | Tonga          | 3          | 1          | 0          | 2          | 57      | 89        | - 32       | 1            | 5              |
| 6    | Canadá         | 3          | 0          | 0          | 3          | 55      | 118       | - 63       | 1            | 1              |

Nota: Se otorgan 4 puntos al equipo que gane un partido y 2 al que empate
Puntos Bonus: 1 punto por convertir 4 tries o más en un partido y 1 al equipo que pierda por no más de 7 tantos de diferencia

## Resultados

### Primera fecha
| 27 de julio | Japón | 34 - 21 | Fiyi | Kamaishi Recovery Memorial Stadium, Kamaishi |  |
|             |       | Reporte |      |                                              |  |

| 27 de julio | Estados Unidos | 47 - 19 | Canadá | Infinity Park, Glendale |  |
|             |                | Reporte |        |                         |  |

| 27 de julio | Samoa | 25 - 17 | Tonga | Apia Park, Apia |  |
|             |       | Reporte |       |                 |  |

### Segunda fecha
| 3 de agosto | Japón | 41 - 7  | Tonga | Hanazono Rugby Stadium, Higashiōsaka |  |
|             |       | Reporte |       |                                      |  |

| 3 de agosto | Estados Unidos | 13 - 10 | Samoa | Estadio Nacional de Fiyi, Suva |  |
|             |                | Reporte |       |                                |  |

| 3 de agosto | Fiyi | 38 - 13 | Canadá | Estadio Nacional de Fiyi, Suva |  |
|             |      | Reporte |        |                                |  |

### Tercera fecha
| 9 de agosto | Tonga | 33 - 23 | Canadá | Churchill Park, Lautoka |  |
|             |       | Reporte |        |                         |  |

| 10 de agosto | Estados Unidos | 20 - 34 | Japón | Estadio Nacional de Fiyi, Suva |  |
|              |                | Reporte |       |                                |  |

| 10 de agosto | Fiyi | 10 - 3  | Samoa | Estadio Nacional de Fiyi, Suva |  |
|              |      | Reporte |       |                                |  |

| Bandera de Japón |
| Campeón Japón    |
| Tercer título    |